# Don't Get Me Wrong
Singles de The Pretenders
Thin Line Between Love and Hate
(1984) Hymn to Her
(1986)
Clip vidéo
[vidéo] « Don't Get Me Wrong », sur YouTube
Don't Get Me Wrong est une chanson interprétée par le groupe de rock The Pretenders, écrite et composée par Chrissie Hynde, sortie en single en 1986 comme premier extrait de l'album Get Close.
C'est un succès international. La chanson arrive à la 10e place dans le classement des ventes de singles au Royaume-Uni ainsi qu'aux États-Unis dans le Billboard Hot 100, et se classe en tête du hit parade Mainstream Rock Songs établi par le magazine Billboard.

## Clip
Le clip vidéo est un hommage à la série télévisée britannique Chapeau melon et bottes de cuir (The Avengers). Chrissie Hynde y joue le rôle d'Emma Peel. Elle rejoint à la fin du clip John Steed, incarné par Patrick Macnee, qui apparaît grâce à un montage.

## Classements hebdomadaires
| Classement (1986-1987)                 | Meilleure position |
| -------------------------------------- | ------------------ |
| Afrique du Sud (Springbok Radio)       | 21                 |
| Allemagne (Media Control AG)           | 45                 |
| Australie (Kent Music Report)          | 8                  |
| Belgique (Flandre Ultratop 50 Singles) | 8                  |
| Canada (RPM 100 Singles)               | 14                 |
| États-Unis (Billboard Hot 100)         | 10                 |
| États-Unis (Mainstream Rock Songs)     | 1                  |
| Irlande (IRMA)                         | 4                  |
| Italie (FIMI)                          | 47                 |
| Pays-Bas (Single Top 100)              | 25                 |
| Pays-Bas (Nederlandse Top 40)          | 19                 |
| Nouvelle-Zélande (RMNZ)                | 11                 |
| Royaume-Uni (UK Singles Chart)         | 10                 |

## Certifications
| Pays              | Certification | Unités certifiées |
| ----------------- | ------------- | ----------------- |
| Royaume-Uni (BPI) | Argent        | 200 000           |

## Reprises
Don't Get Me Wrong a été reprise par plusieurs artistes comme Lily Allen, Bonnie Pink ou La Grande Sophie qui a plusieurs fois interprété la chanson sur scène,.